# Heteromurus hexophthalmus
Heteromurus hexophthalmus is een springstaartensoort uit de familie van de Entomobryidae. De wetenschappelijke naam van de soort is voor het eerst geldig gepubliceerd in 1948 door Denis.